# Roger Guillaume
Roger Jean Marie Guillaume (Saint-Romain-le-Puy, 20 gennaio 1934 – Montbrison, 11 gennaio 2009) è stato un cestista francese.

## Palmarès
- Campionato francese: 1

Roanne: 1958-59